# Cuscuta sandwichiana
Cuscuta sandwichiana är en vindeväxtart som beskrevs av Jacques Denys Denis Choisy. Cuscuta sandwichiana ingår i släktet snärjor, och familjen vindeväxter. Inga underarter finns listade i Catalogue of Life.

## Bildgalleri

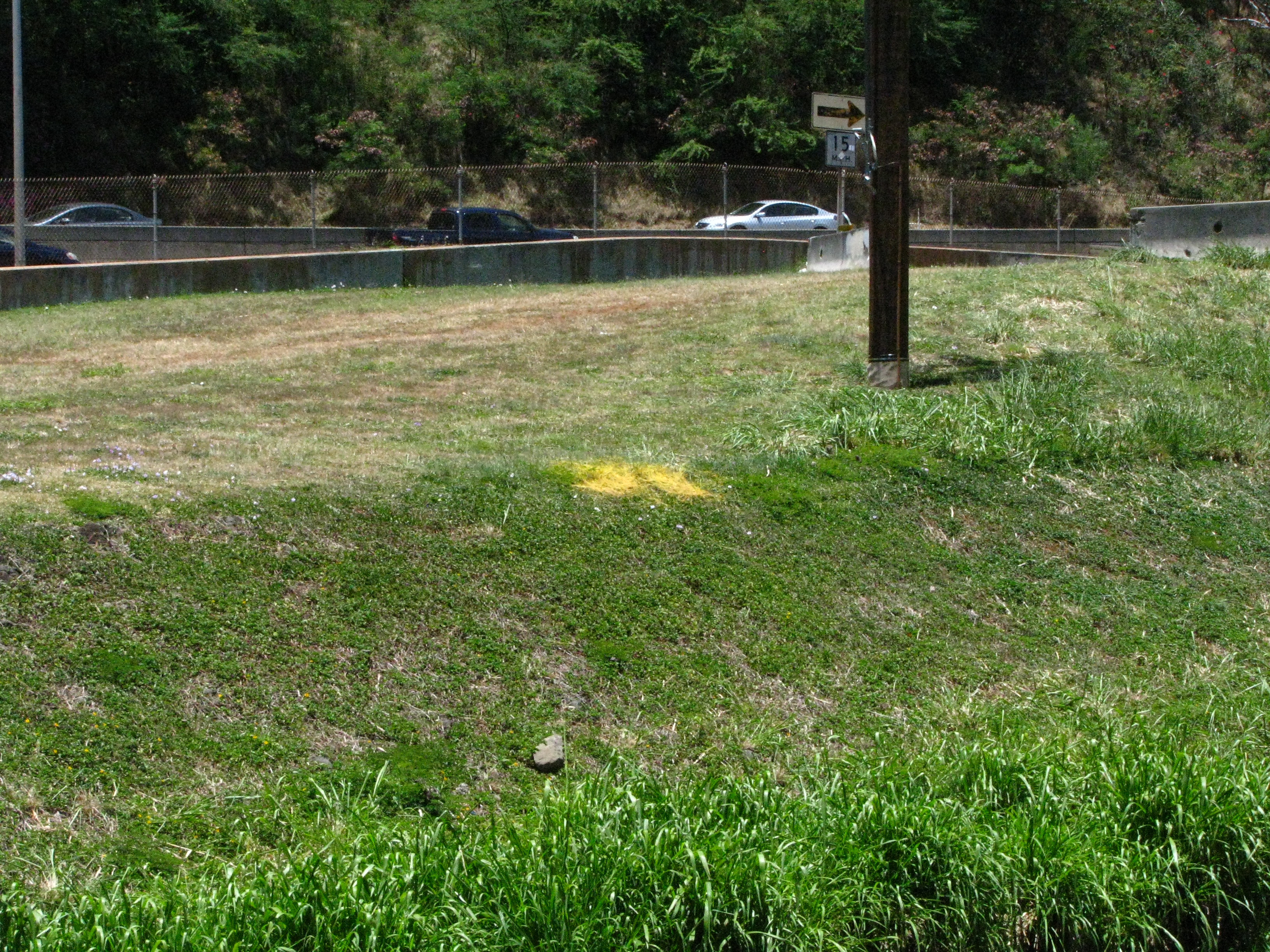
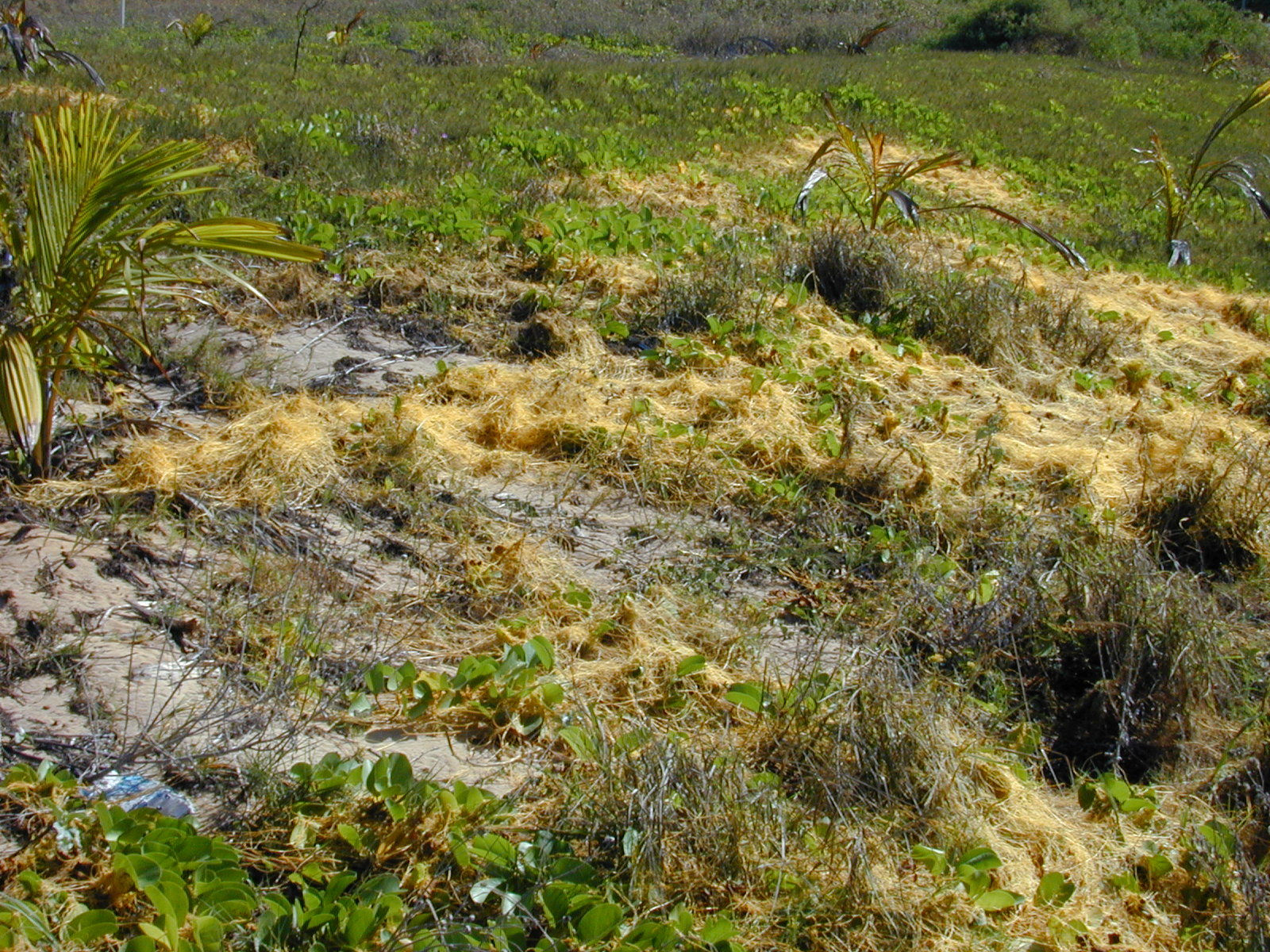
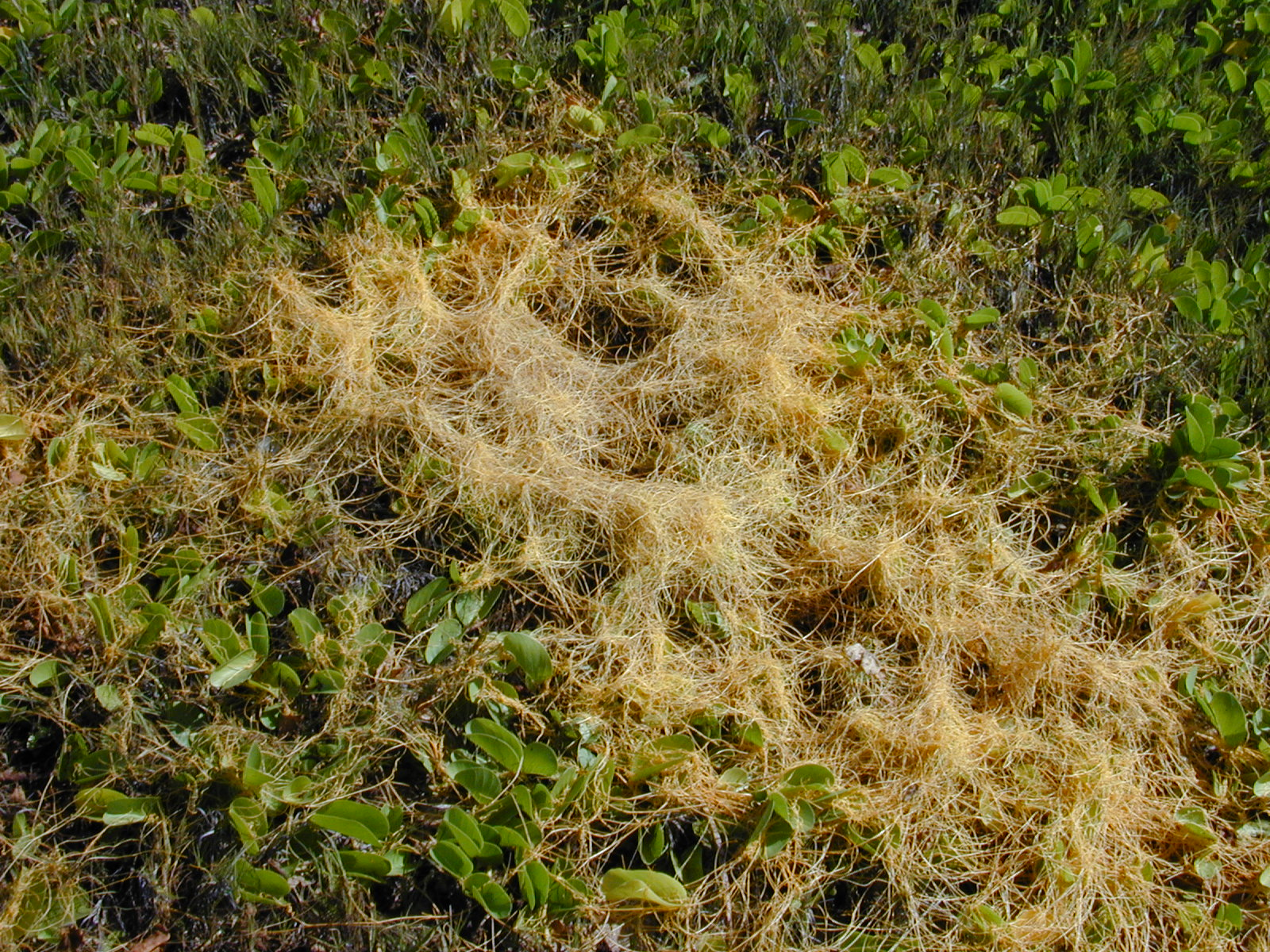
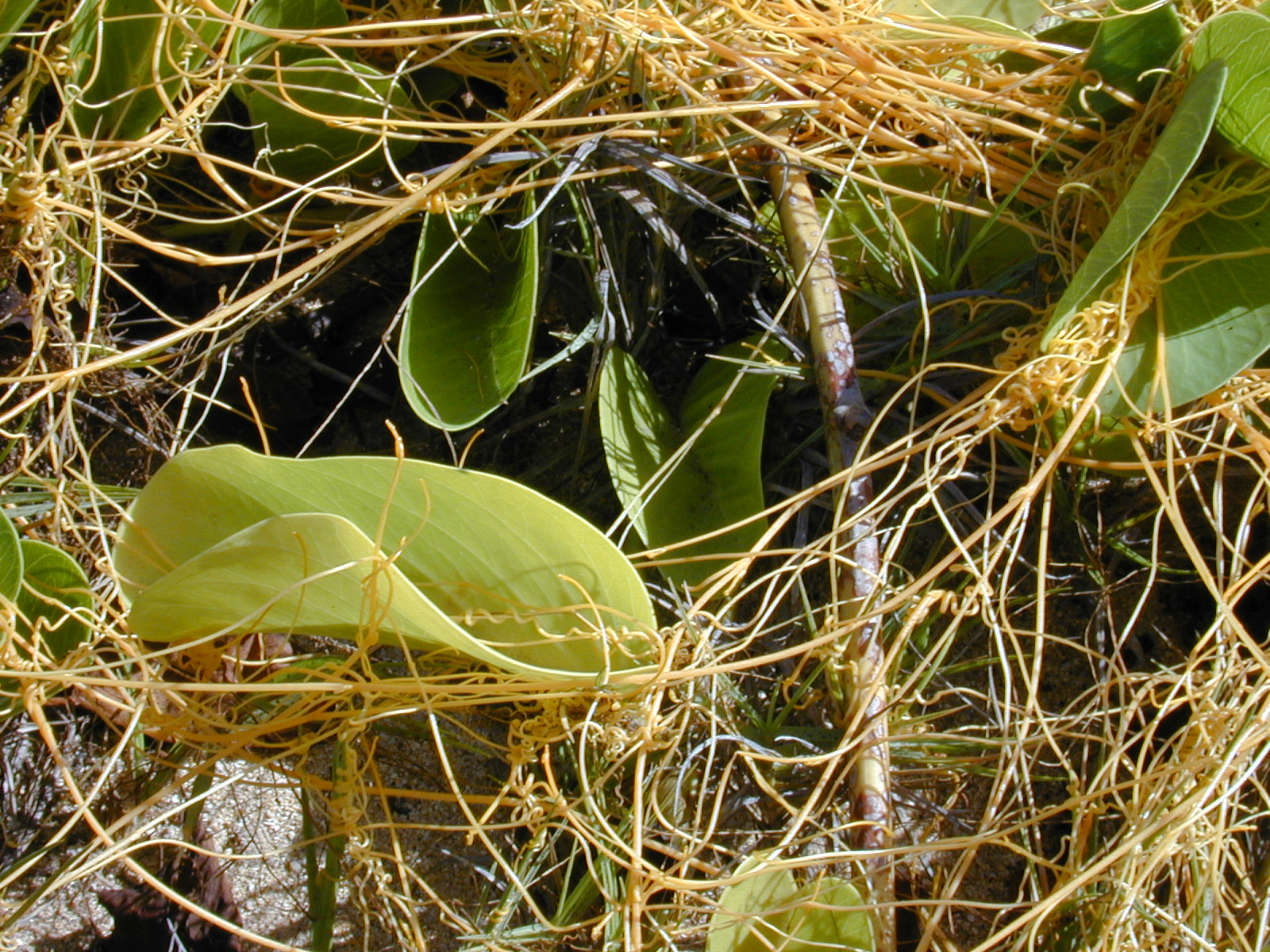
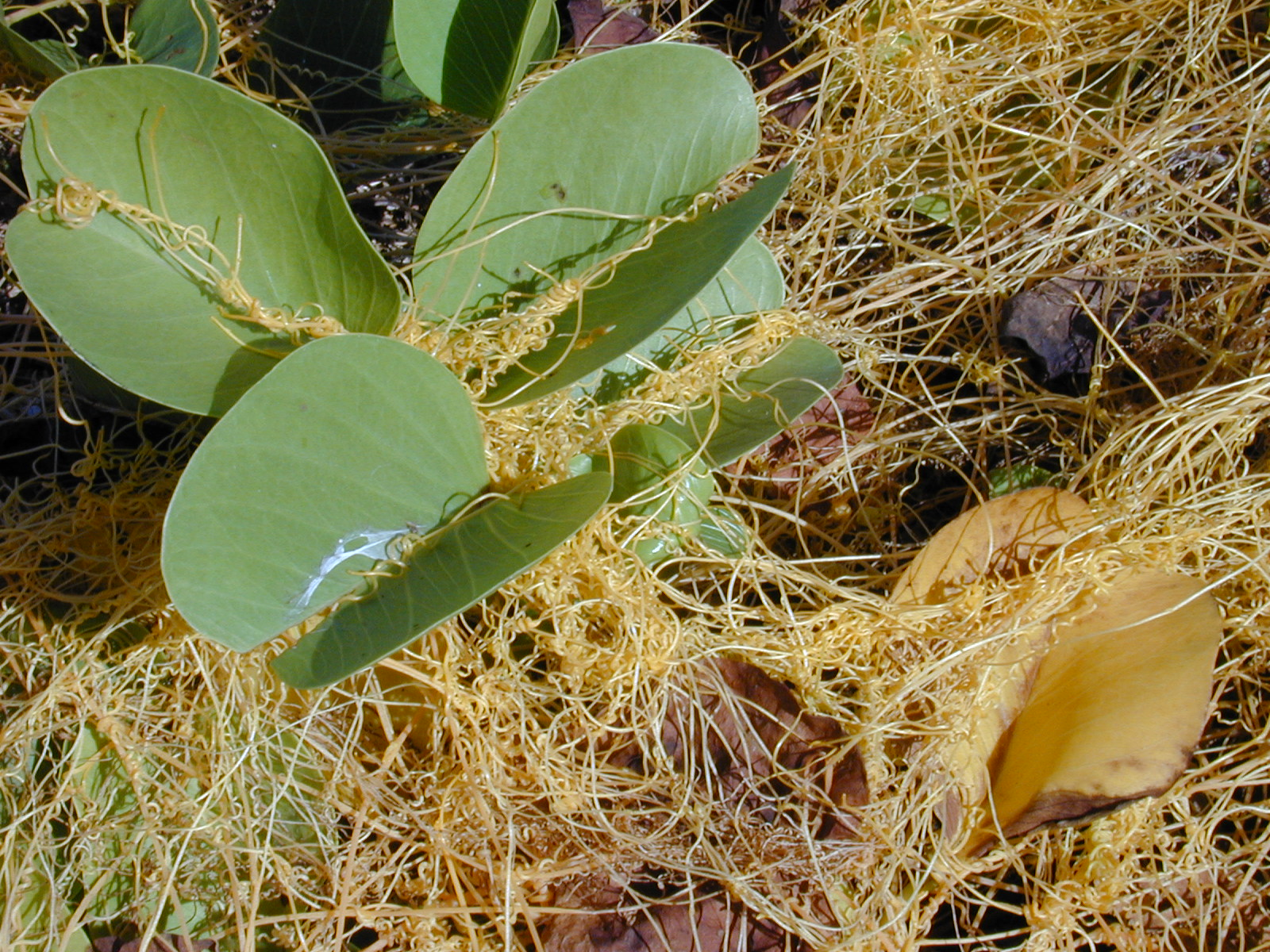
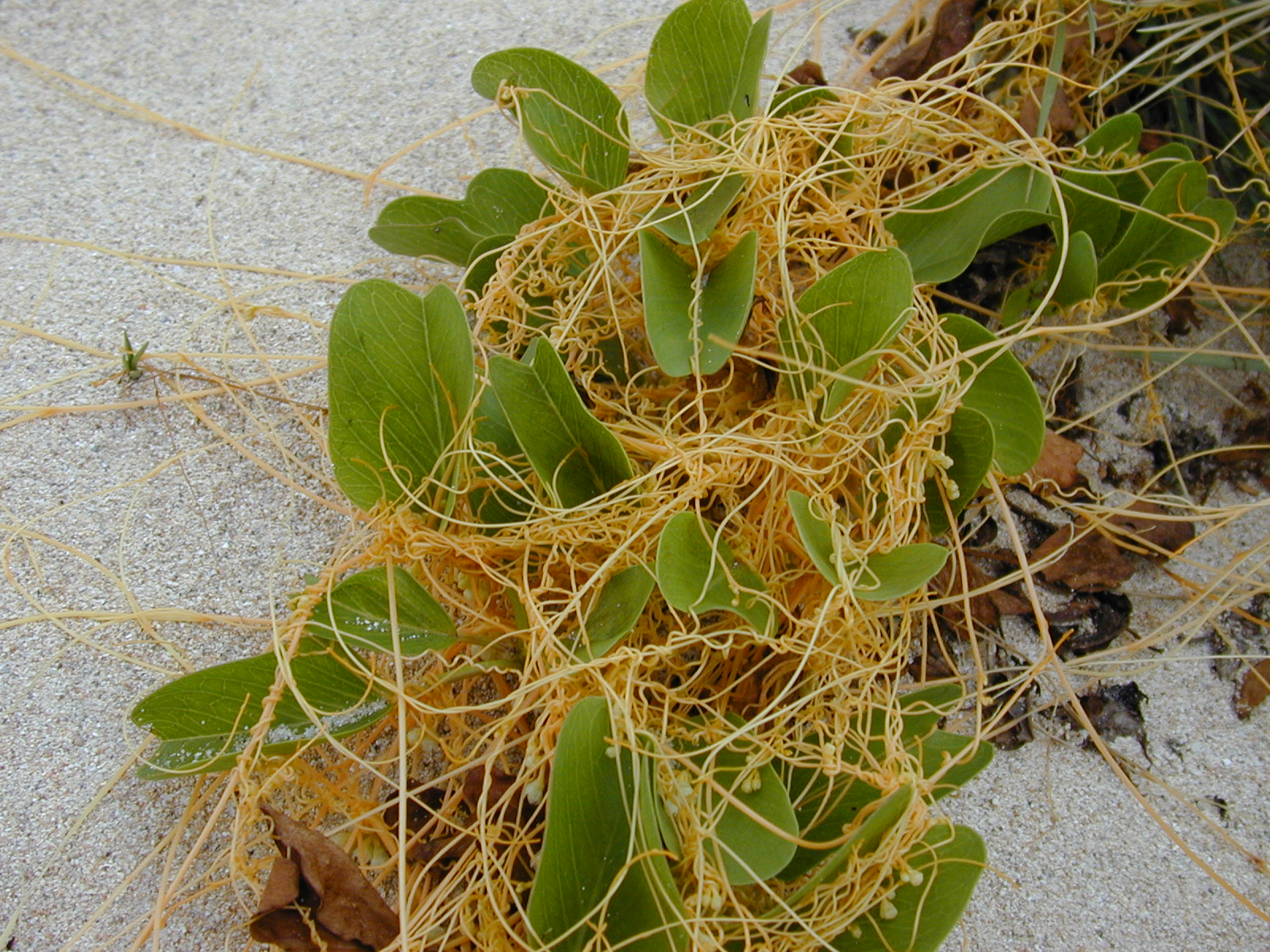